# Opanas Andrijewski
Opanas Andrijewski (ur. 1878, zm. 16 maja 1955) – ukraiński polityk, prawnik, w latach 1918–1919 członek Dyrektoriatu URL.
Po upadku Ukraińskiej Republiki Ludowej przebywał na emigracji, w latach 1924–1937 profesor Wolnego Uniwersytetu Ukraińskiego w Pradze.